# Gare de La Varenne - Chennevières
Gare de La Varenne - Chennevières vasútállomás és RER állomás Franciaországban, Saint-Maur-des-Fossés településen.

## Vasútvonalak
Az állomást az alábbi vasútvonalak érintik:
- Paris-Bastille-Marles-en-Brie-vasútvonal

## Kapcsolódó állomások
A vasútállomáshoz az alábbi állomások vannak a legközelebb:
- Gare de Champigny (Gare de Cergy-le-Haut, A RER-vonal)
- Gare de Sucy - Bonneuil (Gare de Boissy-Saint-Léger, A RER-vonal)

## Lásd még
- Franciaország vasútállomásainak listája
- A RER állomásainak listája